# Igor Cvitanović
Igor Cvitanović (Eszék, 1970. november 1. –) horvát válogatott labdarúgó.
A horvát válogatott tagjaként részt vett az 1996-os Európa-bajnokságon.

## Statisztika
| Horvát válogatott | Horvát válogatott | Horvát válogatott |
| Időszak           | Mérk.             | gól               |
| ----------------- | ----------------- | ----------------- |
| 1992              | 1                 | 0                 |
| 1993              | 0                 | 0                 |
| 1994              | 5                 | 2                 |
| 1995              | 0                 | 0                 |
| 1996              | 7                 | 1                 |
| 1997              | 7                 | 0                 |
| 1998              | 1                 | 0                 |
| 1999              | 6                 | 1                 |
| 2000              | 1                 | 0                 |
| 2001              | 1                 | 0                 |
| Összesen          | 29                | 4                 |